# Criteriul integral (Maclaurin-Cauchy)
În matematică, criteriul integral este un criteriu de convergență folosit pentru a verifica existența acestei proprietăți a unei serii infinite cu termeni pozitivi. O variantă timpurie a criteriului de convergență a fost dezvoltat în Indina de Madhava în secolul XIV, si de către adepții săi. În Europa, criteriul a fost ulterior dezvoltat de Maclaurin și Cauchy, de aceea mai este numit și criteriul Maclaurin-Cauchy.
Convergența seriei {\displaystyle \sum _{n=1}^{\infty }f(n)} este echivalentă cu cea a integralei improprii {\displaystyle \int _{1}^{\infty }f(x)\,dx}, 
unde {\displaystyle f:[1,\infty )\rightarrow \mathbb {R} } este o funcție pozitivă, monotonă descrescătoare și integrabilă Riemann pe orice interval compact {\displaystyle [1,t]\subset [1,\infty )}.